# Улісес Пуар'є
Улісес Пуар'є Пуельма (ісп. Ulises Poirier Puelma, 2 лютого 1897, Кільйота, Чилі — 9 березня 1977, Вінья-дель-Мар, Чилі) — чилійський футболіст, що грав на позиції захисника, зокрема, за клуб «Ла-Крус» (Вальпараїсо), а також національну збірну Чилі.

## Клубна кар'єра
У дорослому футболі дебютував 1916 року виступами за клуб «Ла-Крус» (Вальпараїсо), кольори якого і захищав протягом усієї своєї кар'єри гравця, що тривала цілих вісімнадцять років.
Помер 9 березня 1977 року на 81-му році життя у місті Вінья-дель-Мар.

## Виступи за збірну
1919 року дебютував в офіційних матчах у складі національної збірної Чилі. Протягом кар'єри у національній команді, яка тривала 12 років, провів в її формі 16 матчів.
У складі збірної був учасником чемпіонату світу 1930 року в Уругваї, де зіграв лише в стартовому матчі проти Мексики (3:0).
Учасник трьох чемпіонатів Південної Америки: 1919 року, 1920 і 1922.

## Титули і досягнення
- Бронзовий призер Чемпіонату Південної Америки: 1926